# Système harmonisé
Le Système harmonisé de désignation et de codification des marchandises ou Système harmonisé (SH), en anglais : Harmonized Commodity Description and Coding System ou Harmonized System (HS), est une nomenclature internationale développée par l'Organisation mondiale des douanes pour classer les produits échangés au niveau international.

## Histoire
Le Système harmonisé est adopté en 1983 par l'Organisation mondiale des douanes. Il entre en vigueur en 1988. Il est régulièrement revu par le Comité du système harmonisé, qui se réunit deux fois par an. De 2002 à 2022, le cycle de révision du Système harmonisé a duré cinq ans. La dernière mise à jour est entrée en vigueur le 1er janvier 2022 ; il s'agit de la septième version. La prochaine édition devrait entrer en vigueur en 2028.
Au 16 juin 2023, le Système harmonisé comprend 161 parties contractantes : 160 pays, parmi lesquels tous les membres de l'Union européenne, et l'Union européenne en tant qu'union. Il est utilisé par 212 pays, territoires ou unions économiques ou douanières (11 unions : Union européenne, Association latino-américaine d'intégration, Communauté andine, Communauté caribéenne, Communauté des États indépendants, Communauté économique des États de l'Afrique de l'Ouest, Communauté économique des États de l'Afrique centrale, Conseil de coopération du Golfe, Marché commun de l'Afrique orientale et australe, Marché commun du Sud et Union économique et monétaire ouest-africaine).

## Structure
Le Système harmonisé est un registre de classification des produits pouvant être amené à passer les douanes. Cette classification est faite selon plusieurs critères, comme la forme, l'utilisation, le matériau ou l'état.

### Sections et chapitres
Cette classification comporte à ce jour 99 chapitres formant 22 sections réparties comme suit :
| Sections | Chapitres | Désignations |
| -------- | --------- | --- |
| I        | 1-5       | Animaux vivants et produits du règne animal |
| II       | 6-14      | Produits du règne végétal |
| III      | 15        | Graisses et huiles animales ou végétales ; produits de leur dissociation ; graisses alimentaires élaborées ; cires d'origine animale ou végétale |
| IV       | 16-24     | Produits des industries alimentaires ; boissons, liquides alcooliques et vinaigres ; tabac et succédanés de tabac fabriqués |
| V        | 25-27     | Produits minéraux |
| VI       | 28-38     | Produits des industries chimiques ou des industries connexes |
| VII      | 39-40     | Matières plastiques et ouvrages en ces matières ; caoutchouc et ouvrages en caoutchouc |
| VIII     | 41-43     | Peaux, cuirs, pelleteries et ouvrages en ces matières ; articles de bourrellerie ou de sellerie ; articles de voyage, sacs à main et contenants similaires ; ouvrages en boyaux                                                                                 |
| IX       | 44-46     | Bois, charbon de bois et ouvrages en bois ; liège et ouvrages en liège ; ouvrages de sparterie ou de vannerie |
| X        | 47-49     | Pâtes de bois ou d'autres matières fibreuses cellulosiques ; papier ou carton à recycler (déchets et rebuts) ; papier et ses applications |
| XI       | 50-63     | Matières textiles et ouvrages en ces matières |
| XII      | 64-67     | Chaussures, coiffures, parapluies, parasols, cannes, fouets, cravaches et leurs parties ; plumes apprêtées et articles en plumes ; fleurs artificielles ; ouvrages en cheveux                                                                                   |
| XIII     | 68-70     | Ouvrages en pierres, plâtre, ciment, amiante, mica ou matières analogues ; produits céramiques ; verre et ouvrages en verre |
| XIV      | 71        | Perles fines ou de culture, pierres gemmes ou similaires, métaux précieux, plaqués ou doublés de métaux précieux et ouvrages en ces matières ; bijouterie de fantaisie ; monnaies                                                                               |
| XV       | 72-83     | Métaux communs et ouvrages en ces métaux |
| XVI      | 84-85     | Machines et appareils, matériel électrique et leurs parties ; appareils d'enregistrement ou de reproduction du son, appareils d'enregistrement ou de reproduction des images et du son en télévision, et parties et accessoires de ces appareils                |
| XVII     | 86-89     | Matériel de transport |
| XVIII    | 90-92     | Instruments et appareils d'optique, de photographie ou de cinématographie, de mesure, de contrôle ou de précision ; instruments et appareils médico-chirurgicaux ; horlogerie ; instruments de musique ; parties et accessoires de ces instruments ou appareils |
| XIX      | 93        | Armes, munitions et leurs parties et accessoires |
| XX       | 94-96     | Marchandises et produits divers |
| XXI      | 97        | Objets d'art, de collection ou d'antiquité |
| XXII     | 98-99     | Transactions spéciales |

Les 99 chapitres sont à leur tour subdivisés en un total d'environ 5 000 catégories distinctes.

### Sous-chapitres et constellation des codes SH

#### Système international
Les produits sont ainsi désignés par des « codes SH » de 6 chiffres utilisé dans le monde entier. 

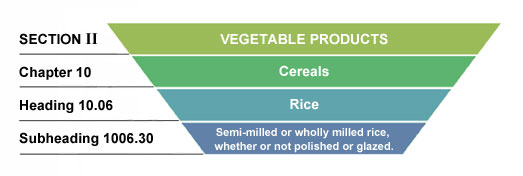
Exemple de la constellation du code SH 1006.30 en anglais.

Prenons comme exemple le code 1006.30 qui désigne le « Riz semi-blanchi ou blanchi, même poli ou glacé ».
Les deux premiers chiffres désignent le chapitre. Le chapitre 10 fait partie de la section II « Produits végétaux » et désigne les « Céréales ».
Les deux chiffres suivant désignent le titre. Le titre 10.06 (titre 06 du chapitre 10) désigne le « Riz ».
Les deux derniers chiffres désignent le sous-titre. Le sous-titre 1006.30 (sous-titre 30 du titre 06 du chapitre 10) désigne le « Riz semi-blanchi ou blanchi, même poli ou glacé ».

#### Subdivisions nationales ou régionales
Beaucoup de pays subdivisent leurs produits avec des codes allant au-delà de 6 chiffres (les membres de l'Union européenne par exemple), mais les subdivisions au-delà de 6 chiffres sont propres à chaque pays. On parle de lignes tarifaires. Au-delà de 6 chiffres, le système n'est donc plus harmonisé.

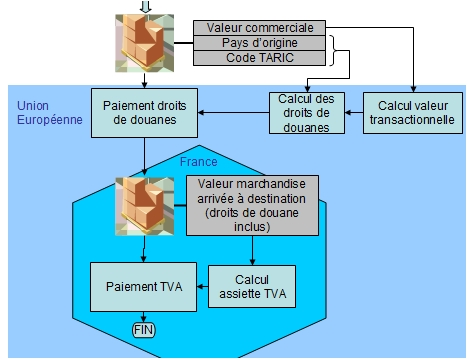
Schéma de calcul et d'application des droits de douane et TVA lors d'une importation dans l'Union européenne avec l'aide du code TARIC.

##### Union européenne
Ainsi le code 10063021, pour les membres de l'Union européenne (subdivision 21 du sous-titre 30 du titre 06 du chapitre 10) désigne le « Riz semi-blanchi, étuvé, à grains ronds ».
Ce code à huit chiffres est propre à l'Union européenne et se nomme « Nomenclature combinée » (NC). Ce code NC est à son tour repris afin de définir le code des différents produits dans le cadre du « Tarif intégré des communautés européennes » (TARIC) appliqué aux importations dans l'Union européenne. Un code TARIC est formé à partir du code NC à 8 chiffres auquel est ajouté un « Code additionnel communautaire » (CACO) à 2 chiffres déterminant les réglementations européennes douanières et commerciales (suspensions et préférences tarifaires, prohibitions, licences ou droits anti-dumping) du produit en question. Un code TARIC comprend donc 10 chiffres.
Le code TARIC 1006302110 (code NC 10063021 suivi du code CACO 10) désigne ainsi le « Riz semi-blanchi, étuvé, à grains ronds en emballages immédiats d'un contenu net n'excédant pas 5 kg ».

##### Autres exemples
Les États-Unis quant à eux utilisent des codes à 10 chiffres. Ainsi le code 1006301020 (subdivision 1020 du sous-titre 30 du titre 06 du chapitre 10) désigne le « Rice, semi or wholly milled, parboiled, long grain » (Riz, semi ou totalement blanchi, étuvé, à grains longs).
La Russie utilise aussi des codes à 10 chiffres, différents de ceux des États-Unis. Ainsi le code 1006306701 (subdivision 6701 du sous-titre 30 du titre 06 du chapitre 10) désigne le « Полностью Обрушенный Рис Пропаренный Длиннозерный С Отношением Длинык Ширине 3 И Более: В Порядке Указанном В Дополнительном Примечании Евразийского Экономического Союза 1 К Данной Группе » (« Riz blanchi, étuvé de catégorie de largeur 3. De plus : Correspondant au spécificité indiquées par l'Union économique eurasiatique »).
Les codes en lignes tarifaires doivent être homologués par l'Organisation mondiale des douanes, de sorte qu'aucun code n'apparait deux fois dans le catalogue du système harmonisé.

### Chapitres spéciaux
Le chapitre 77 est gardé vide pour la possibilité de classifier de nouveaux métaux ou minéraux. 
Le chapitre 98 contient les bagages de voyageur, les courriers et colis postaux, le kérosène des avions en vols, les avions en vols, les navires, etc.
Le chapitre 99 contient les produits hors-catégories, présentant un caractère de confidentialité ou en attente d'homologation dans le système.

## Classification
Les produits peuvent être classifiés selon plusieurs critères, comme la forme, l'utilisation, le matériau ou l'état.
Ainsi les pommes de terre fraîches portent le code SH 0701.90 dans le titre SH 0701 « Pommes de terre, à l'état frais ou réfrigéré », tandis que les pommes de terre congelées portent le code SH 0710.10 dans le titre SH 0710 « Légumes, non cuits ou cuits à l'eau ou à la vapeur, congelés ». Il s'agit du même produit dans un autre état (congelé), il porte donc un autre code et se trouve dans une tout autre catégorie.
Pour un exemple de classification selon le matériau, nous pouvons observer le code SH 4414.00 qui désigne les « Cadres en bois pour tableaux, photographies, miroirs ou objets similaires ». Les cadres en plastique sont quant à eux classifiés en SH 392490 « Articles de ménage, d'hygiène ou de toilette, en plastique » et ceux en verre en SH 7020.00 « Ouvrages en verre ».
La forme du produit peut aussi influencer la classification. Ainsi le savon en morceau porte le code SH 3401.11 « Savons & préparation de toilette en morceaux ; Papier & tissus de toilette imprégnés de savon ». Le savon liquide quant à lui est soit sous SH 3401.30 « Préparation tensioactive pour lavage peau, liquide/crème, contenant savon ou non, pour vente » ou SH 3401.20 « Autres savons ».

## Utilisation
En 2017, 209 pays au total utilisaient le système harmonisé pour :
- la mise en place, la collecte et la négociation de leurs droits de douane ;
- le suivi statistique du commerce international ;
- le suivi de marchandises ;
- la mise en place des tarifs de transport ;
- le contrôle de produits dangereux (ex : produits dangereux pour la couche d'ozone[2]).

Les sociétés privées utilisent le système harmonisé afin de déterminer leur stratégie commerciale en utilisant les statistiques douanières se basant sur ce système.